# 三浦明利
三浦 明利（みうら あかり、女性、1983年5月9日 - ）は、奈良県出身の浄土真宗の僧侶（光明寺21世住職）、シンガーソングライター。

## 人物
- 1983年に奈良県吉野郡大淀町の龍王山光明寺に生まれる。
- 4歳の時にピアノを、中学3年の時にギターを習い始める[2]。大阪府の東大谷高等学校に入学と同時に得度[3]。高校卒業後、龍谷大学に入学。在学中の2004年に新星堂が主催するオーディション「CHANCE!2004」で女性4人組のバンド「Moga Hoop」のメンバーとして、グランプリを獲得[4][5]。同大学卒業[5]。
- 2008年にバンド「Moga Hoop」を脱退、光明寺住職に就任
- 2011年に龍谷大学大学院修了後、本願寺の仏教音楽・儀礼研究所の研究生を経て、音楽活動に取組んでいる[3]。
- 住職、シンガーソングライター、そして二児の母としての生きざまが注目され、新しい女性の生き方として新聞やテレビでも取り上げられている。
- また、エッセイストとして執筆活動を行い、書籍では『わたし、住職になりました』（アスペクト刊）出版している

## 受賞歴
- 大阪軽音楽連盟よりベストギターリスト賞
- 2000年、大野みのる賞
- 2004年、「Moga Hoop」が新星堂のコンテストでグランプリ

## 出演歴

### TV番組
- 2010年、『森田一義アワー 笑っていいとも!』に「美人すぎる尼さん」として出演
- eonetテレビ番組。  たむらけんじのぶっちゃ～けBar『平成お寺事情次世代を担うお坊さん』編    トークと生演奏が放送された。
- ・2017年1月27日毎日新聞夕刊  　三浦明利の活動について紹介された。
- ・2017年2月27日１４時半～１５時頃  MBSテレビ番組「ちちんぷいぷい」  三浦明利の活動や2月19日の法話コンサートの模様が放送された。
- ・2017年5月10日発売朝日新聞。朝刊。  　法話コンサートの模様が掲載された。
- ・2017年7月1日22:20～23:00  NHK総合。テレビ番組「バナナゼロ　ミュージック」 （全国放送）  音楽バラエティー番組「バナナ♪ゼロミュージック」。日本が世界に誇る女性アーティスト特集。大好評「漢字抜き出しクイズ」に三浦明利（演奏あり）。
- ・2017年家庭教育誌「ないおん」8月号　エッセイ執筆  ・2017年10月14日（土曜日）夜22時20分から  NHK総合 テレビ番組「バナナゼロミュージック」  　好評につき同コーナーに出演（演奏あり）。

### CM
- 2010年、ちふれ

## 作品

### シングル
- ありがとう〜私を包むすべてに〜　作詞、作曲　三浦　明利　編曲　松崎　哲（2011年7月6日、オーマガトキ）
- 被災地からのありがとう　作詞 高橋　久子　作曲　三浦　明利　編曲　松崎　哲（2012年3月11日、オーマガトキ）

### アルバム
- 灯り～akari～　2012年12月5日、(新星堂[オーマガトキ]）
  1. 花束レクイエム　　　　　　　作詞、作曲:三浦明利　編曲:Jacob Koller
  2. 雨上がり　　　　　　　　　 作詞、作曲:三浦明利　編曲:松崎哲
  3. 絆　　　　　　　　　　　　　　作詞、作曲:三浦明利　編曲:松崎哲
  4. 未来からのメッセージ　　　作詞、作曲:三浦明利　編曲:酒井ヒロキ
  5. Asian Soul　　　　　　　　　　作曲:三浦明利
  6. 恩徳讃　　親鸞聖人御和讃　　作曲:清水脩　編曲:三浦明利
  7. 応援のうた　　　　　　　　　作詞、作曲:三浦明利　編曲:松崎哲
  8. en　　　　　　　　　　　　　　作詞、作曲:三浦明利　編曲:松崎哲
  9. 手を合わす日々　　　　　　作詞、作曲:三浦明利　編曲:松崎哲
  10. ありがとう～私を包むすべてに～　-album ver.-　作詞、作曲:三浦明利　編曲:松崎哲
  11. 法話-bonus　track-　　灯～摂取不捨～エンドロール

### 書籍
「わたし、住職になりました」　株式会社アスペクト　2012年4月　三浦明利　